# Жаклін Зайдфрідсбергер
Жаклін Зайдфрідсбергер (нім. Jаqueline Seitfriedsberger) — австрійська стрибунка з трампліна, призерка чемпіонатів  світу.
На чемпіонаті світу 2013 року, що проходив у Валь-ді-Ф'ємме, Зайдфрідсбергер виборола єдину свою особисту нагороду — бронзову медаль у стрибках з нормального трампліна. Решта її медалей (4 срібні) вона здобула в командних змаганнях, суто жіночих та змішаних. 
Срібну медаль чемпіонату світу Зайдфрідсбергер здобула у складі австрійської команди в командних змаганнях на нормальному трампліні на  світовій першості 2023 року, що проходила у словенській Планиці.